# Mitiarjuk Nappaaluk
Mitiarjuk Attasie Nappaaluk CM (Kangiqsujuaq, 1931 – Kangiqsujuaq, 30 d'abril de 2007) va ser una escriptora quebequesa inuit, especialment coneguda per Sanaaq, una de les primeres novel·les publicades en llengua inuktitut. Tot i que es va escriure abans, es va publicar més tard que ᐊᖑᓇᓱᑦᑎᐅᑉ ᓇᐅᒃᑯᑎᖓ ("L'arpó del caçador") de Markoosie Patsauq.
Nascuda el 1931 a prop de Kangiqsujuaq, Nunavik, Quebec, no va rebre educació formal abans dels vint anys. Va començar a escriure la novel·la a principis de la dècada de 1950 quan un missioner oblat de la zona li va demanar que escribís algunes frases en inuktitut perquè pogués aprendre l'idioma. Escrita en Sil·labari inuktitut, la novel·la no es va publicar fins a l'any 1984, però es va convertir ràpidament en un referent cultural de les comunitats inuit de l'Àrtida canadenca. El 2002 es va publicar una traducció de la novel·la al francès i el 2014 una edició en anglès. Nappaaluk també va traduir el llibre de pregàries catòliques romanes a l'inuktitut i va escriure diversos llibres sobre llengua i cultura tradicionals per a l'ús a les escoles inuit. Va treballar a la Comissió de Llengua Inuktitut de Nunavik i va ser consultora al Consell escolar de Kativik. Estigué casada amb Naalak Nappaaluk, un altre destacat promotor cultural inuit.
L'any 2004 va ser nomenada membre de l'Ordre del Canadà. També va guanyar el Premi Nacional d'Assoliment Aborigen i va obtenir un títol honorífic per la Universitat McGill. Morí el 30 d'abril de 2007 a la seva casa de Kangirsujuaq, als setanta-vuit anys, després de passar una llarga malaltia.